# Théorème d'Erdős-Selfridge
En mathématiques, le théorème d'Erdős-Selfridge (à ne pas confondre avec un théorème de théorie des jeux du même nom) est un théorème de la théorie des nombres concernant une équation diophantienne.  Il a été démontré par les deux mathématiciens Paul Erdős et John L. Selfridge en 1975.
Ce problème traite de la question de savoir si un produit de plusieurs nombres naturels consécutifs peut être une puissance parfaite. Avec leur théorème, Erdős et Selfridge fournissent une solution complète à ce problème et répondent à la question par la négative. 

## Formulation
Énoncé : 
Le produit d'au moins deux entiers naturels non nuls consécutifs n'est jamais une puissance d'entier.
De façon plus formelle :
L' équation diophantienne
{\displaystyle (n+1)(n+2)\cdots (n+k)=m^{r}}
n'a pas de solution pour des entiers {\displaystyle n\geqslant 0,k\geqslant 2,r\geqslant 2,m\geqslant 2}.
NB : le problème pour {\displaystyle k\leqslant 3} se résout de manière élémentaire.

## Théorèmes connexes
Paul Erdős a également résolu deux problèmes du même type : 
1. Le produit de deux ou plusieurs entiers naturels impairs consécutifs n'est jamais une puissance d'entier (Erdős 1939).
2. Le coefficient binomial {\displaystyle {\binom {n}{k}}} pour {\displaystyle 4\leqslant k\leqslant n-4} n'est jamais une puissance d'entier (Erdős 1951)[3].